# Prowincja Rutana
Rutana – jedna z 17 prowincji w Burundi, znajdująca się we wschodniej części kraju, wschodnia granica prowincji jest jednocześnie państwową granicą z Tanzanią.